# わ行
わ行（わぎょう）とは、日本語の五十音図における10番目の行である。仮名「わ」「ゐ」「う(𛄟)」「ゑ」「を」で構成され、それぞれの仮名は日本語の1音節または1モーラを表す。「う」はあ行と重複するので、空欄とすることが多い。「ゐ」や「ゑ」は現代仮名遣いでは使わない字であるので、これも空欄とすることが多いが、同音の「い」「え」に置き換えることもある。

## 発音
「わ」の音は、子音と母音からなり、頭子音の音素は/w/である。国際音声記号（IPA）では軟口蓋接近音[ɰ]より少しだけ唇を突き出して短く発音する音、すなわち短い両唇接近音[β̞]、あるいは両唇軟口蓋接近音[w]から唇の丸みをとった[w̜]などで表記される。簡略音声表記では[ɰ]が使われることが多いが、[ɰ]の発音とは違うことに注意が必要である。
「ゐ」「ゑ」「を」は、現代の発音では頭子音が存在せず、「い」「え」「お」と同じ音である。平安時代には「わ」と同じく、両唇接近音や両唇軟口蓋接近音などで発音されていたが、徐々に混同化が進み江戸時代末期頃には現代と同じ音であったと考えられる。また、戦後の字体整理に伴い「ゐ」「ゑ」の表記は現代仮名遣いでは「い」「え」に統合され、「を」の表記も助詞を除き「お」に統合されている。わ行のローマ字表記は、日本式・ヘボン式ともに wa (i) (u) (e) (o) である。
「わ」の頭子音は有声音であり、「わ」以外の「わ行音」は母音なので、わ行の仮名に濁点を付ける濁音は通常は存在しない（わ行の仮名に濁点を付ける濁音の特殊例については、ヴの項目を参照）。

## 合拗音
歴史的仮名遣では、「く」または「ぐ」を第1字とする拗音の第2字として小書きの 「ゎ」が使われ、「くゎ」、「ぐゎ」と表記して[kβ̞a]、[ɡβ̞a]または[ka]、[ɡa]と発音していた。現代仮名遣いでは「くゎ」は「か」、「ぐゎ」は「が」と書かれる。なお、「くゎ」「ぐゎ」などの拗音を「合拗音」という。
歴史的字音仮名遣（漢字音を表記するための仮名遣い）では、「クヰ」「クヱ」「グヰ」「グヱ」などが存在した。玄関（グヱンクヮン）などが該当する。しかし、本居宣長は江戸時代の発音に基づき字音仮名遣を定め、これらの表記を採用しなかったので、現在は全く使われていない。

## 外来語の表記
「ウィ」「ウェ」「ウォ」は『外来語の表記』の第2表に挙げられており、主に頭子音の原つづりがwであるもの（両唇軟口蓋接近音[w]など）を表記するために使われる。日本語では「わ」の頭子音と母音「い」「え」「お」を組み合わせた音で発音することもあるが、「ウイ」「ウエ」「ウオ」と発音するかまたは[w]を発音せず、そのように表記することも多い。ウィスキー（ウイスキー）、ウェディング（ウエディング）、サンドウィッチ（サンドイッチ）、スウィッチ（スイッチ）。このうち定着率が高いのは「ウォ」であり、ウォッチやウォッシュ、ウォーターなど「ウ」と「オ」に2拍に分けることなく、発音されている。これは、現代日本語の格助詞としての「を」の存在が大きい可能性がある。一方の「ウィ」「ウェ」は上記のようなものが多いが、「ハロウィン」など最近入ってきた語は「ハロウイン」とはならず、「ウィ」「ウェ」と1拍で発音されるようになっている。「wu」を表記する場合には、「u」と区別せず、「ウ」と表記する。
「ヴァ」「ヴィ」「ヴ」「ヴェ」「ヴォ」は『外来語の表記』の第2表に挙げられており、主に頭子音の原つづりがvのもの（有声唇歯摩擦音[v]など）を表記するために使われる。日本語では「ば」「び」「ぶ」「べ」「ぼ」の音で発音され、またそのように表記されることも多い。ヴァイオリン（バイオリン）、ヴィデオ（ビデオ）。

## 「ん」の挿入
省スペースなどのために、わ行の空きスペース（「ゐ」「ゑ」は使わず空欄とする）に「ん」の文字を、或いはさらに長音や促音を配置することがある。このときに「を」の位置をずらすこともある。正式な配置ではないので表記方法は様々だが、一例としては「わをんーっ」のようになる。